# Шведське перо

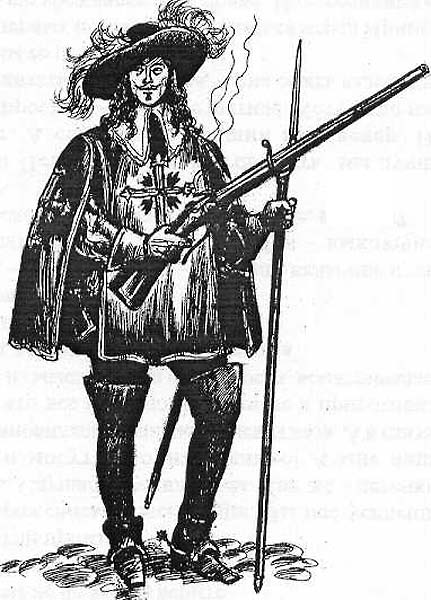
Мушкетер з мушкетом та шведським пером

Шведське перо (англ. Swinefeather, Swedish feather) — комбінація опорної вилки (сошки) з колючо-рублячою холодною зброєю. Застосовувалося в Європі як опорна вилка при стрільбі з мушкетів, а також як допоміжна зброя піхоти.

## Історія
Незважаючи на свою назву, зброю не було винайдено шведським королем Густавом II Адольфом, як стверджують деякі джерела. Вперше «пера» з'явилися під час Нідерландської революції та походять від оборонного загородження, відомого як «фризький вершник» (нід. friese ruiter) або «фризький кінь» (фр. cheval de frise), оскільки використовувалося під Фрисландією проти іспанської кінноти. Густава Адольфа ж міг познайомити з цим типом зброї вчитель нідерландського штатгальтера Моріца Оранського — Сімон Стевін. Термін шведське перо з'явився пізніше і міг походити від сленгового swinefeather, що дослівно можна перекласти як «свинокіл» або «кабанячий спис».